# 亚尔科·胡尔梅

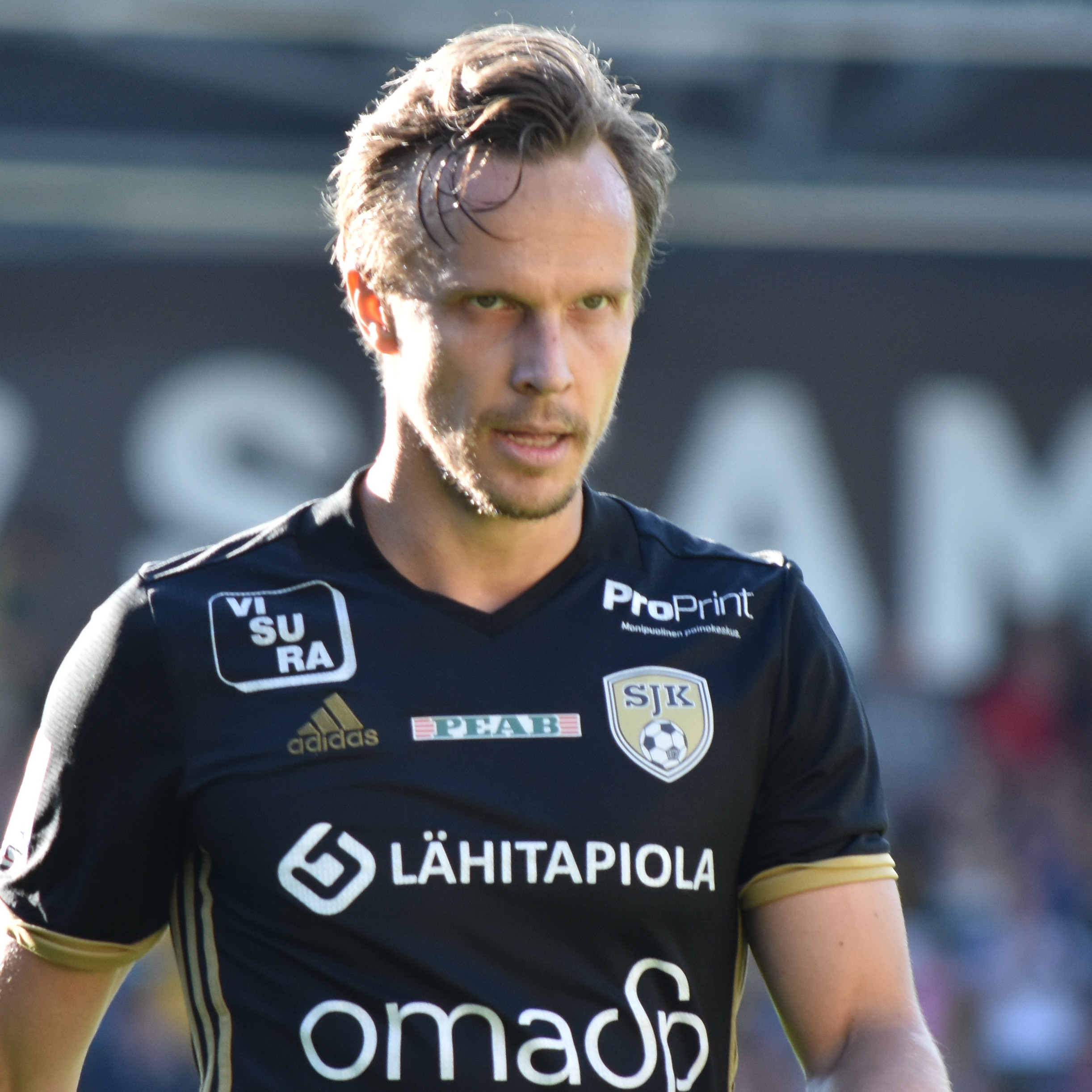
胡尔梅于2018年

亚尔科·胡尔梅（芬蘭語：Jarkko Hurme；1986年6月4日—）是一位芬蘭足球運動員。在場上的位置是後衛。他現在效力於挪威足球超級聯賽球隊奧特足球俱樂部。他也代表芬蘭國家足球隊參賽。